# Dan Mori
Dan Mori (hebr. דין מורי, ur. 8 listopada 1988 w Tel Awiwie) – izraelski piłkarz grający na pozycji środkowego obrońcy. Od 2015 jest zawodnikiem klubu Bene Jehuda Tel Awiw.

## Kariera klubowa
Swoją karierę piłkarską Mori rozpoczął w klubie Bene Jehuda Tel Awiw. W 2006 roku awansował do kadry pierwszej drużyny. 19 maja 2007 zadebiutował w Ligat ha’Al w przegranym 0:2 wyjazdowym meczu z Maccabi Hajfa. W sezonie 2009/2010 stał się podstawowym zawodnikiem Bene Jehuda. W 2010 roku wystąpił w barwach Bene Jehuda w przegranym 1:3 finałowym meczu Pucharu Izraela z Hapoelem Tel Awiw. W zespole Bene Jehuda grał do końca sezonu 2011/2012. W klubie tym rozegrał 123 mecze i strzelił w nich 4 gole.
Latem 2012 roku Mori przeszedł za kwotę 300 tysięcy euro z Bene Jehuda Tel Awiw do holenderskiego zespołu SBV Vitesse. W 2015 wrócił do Bene Jehuda.
| Sezon   | Klub                 | Kraj     | Rozgrywki   | Mecze | Bramki |
| ------- | -------------------- | -------- | ----------- | ----- | ------ |
| 2006/07 | Bene Jehuda Tel Awiw | Izrael   | Ligat ha’Al | 1     | 0      |
| 2007/08 | Bene Jehuda Tel Awiw | Izrael   | Ligat ha’Al | 0     | 0      |
| 2008/09 | Bene Jehuda Tel Awiw | Izrael   | Ligat ha’Al | 32    | 1      |
| 2009/10 | Bene Jehuda Tel Awiw | Izrael   | Ligat ha’Al | 31    | 0      |
| 2010/11 | Bene Jehuda Tel Awiw | Izrael   | Ligat ha’Al | 26    | 0      |
| 2011/12 | Bene Jehuda Tel Awiw | Izrael   | Ligat ha’Al | 33    | 3      |
| 2012/13 | SBV Vitesse          | Holandia | Eredivisie  | 6     | 0      |
| 2013/14 | SBV Vitesse          | Holandia | Eredivisie  | 4     | 1      |
| 2014/15 | SBV Vitesse          | Holandia | Eredivisie  | 6     | 0      |
| 2015/16 | Bene Jehuda Tel Awiw | Izrael   | Ligat ha’Al | 20    | 1      |

## Kariera reprezentacyjna
W latach 2008–2010 Mori rozegrał 7 meczów w reprezentacji Izraela U-21. 12 sierpnia 2009 zadebiutował w dorosłej reprezentacji w zremisowanym 1:1 towarzyskim meczu z Irlandią Północną, rozegranym w Belfaście.